# Saalfelder Bund
Als Saalfelder Bund (auch Wahlgegnerbund) wird ein am 24. Oktober 1531 in Saalfeld gegründetes überkonfessionelles Bündnis zwischen den Fürstenhäusern von Kursachsen, Hessen und Bayern bezeichnet. Die Mitglieder einte, dass sie die 1530 erfolgte Wahl Ferdinands von Österreich zum Römisch-deutschen König nicht anerkannten und insgesamt den habsburgischen Einfluss im Reich zurückdrängen wollten.
Die Verbündeten klammerten dabei konfessionelle Gegensätze vollständig aus. In der Gründungsurkunde sagten sie sich gegenseitige Hilfe für den Fall zu, dass sie wegen ihres Protestes gegen die Wahl von den Habsburgern angegriffen würden.
Der Bund knüpfte nach seiner Gründung Verbindungen zu den europäischen Gegnern der Habsburger. Dänemark und Frankreich konnten schließlich 1531 beziehungsweise 1532 als Bündnispartner außerhalb der Reichsgrenzen gewonnen werden. Bereits im Sommer 1534 löste sich der Saalfelder Bund mit der endgültigen Anerkennung von Ferdinands Königstitel im Kaadener und Linzer Vertrag wieder auf.